# Mariusz Walter

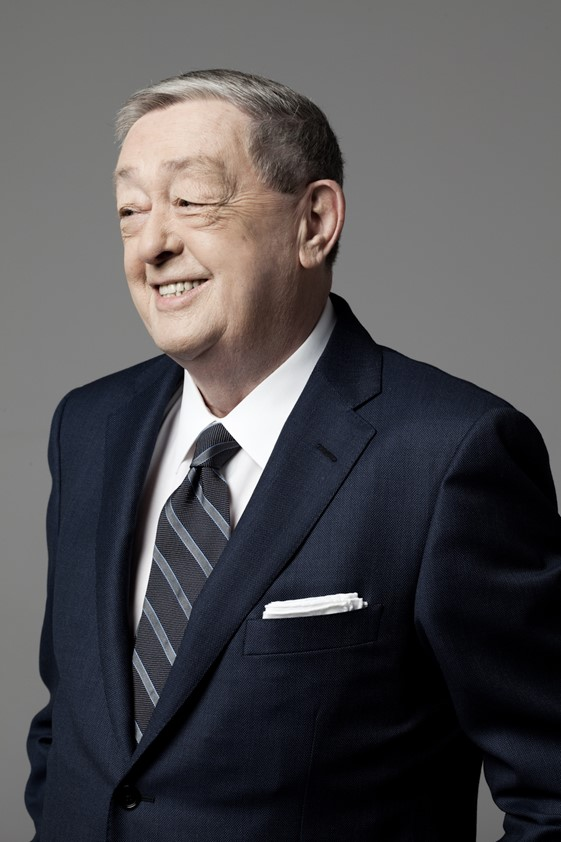
Mariusz Walter, 2019

Mariusz Antoni Walter (* 4. Januar 1937 in Lemberg; † 13. Dezember 2022) war ein Journalist, Regisseur und  Medienunternehmer in Polen. Er war Mitgründer der TVN-Sendergruppe und gehörte zu den vermögendsten polnischen Geschäftsleuten.

## Herkunft und Karriere
Walter war Sohn eines Lemberger Richters, der 1940 in Katyń ermordet wurde. Er entging gemeinsam mit seiner Mutter und zwei Geschwistern der Deportation in die Sowjetunion und überlebte die Niederschlagung des Warschauer Aufstands.
Walter studierte an der Schlesischen Technischen Universität in Gleiwitz. Ab den 1970er Jahren gehörte er zu den bekanntesten Fernsehjournalisten Polens. Walter war auch als Regisseur tätig. Außerdem hat er rund 60 Dokumentarfilme und Reportagen produziert. Beim polnischen Fernsehsender TVP arbeitete er von 1963 bis 1982, von 1978 bis 1982 war er dort Chefredakteur verschiedener Sendungen – wie Turniej Miast (Städteturnier) oder Studio 2. Während der Zeit des Kriegsrechts beendete er seine Arbeit bei der staatlichen Fernsehanstalt. Von 1967 bis 1983 war er Mitglied der Polnischen Vereinigten Arbeiterpartei und führendes Mitglied einer Kaderorganisation beim staatlichen Rundfunkkomitee. Ab 1979 bis 1984 lehrte er an der Schlesischen Universität in Kattowitz im Fach Fernsehjournalismus. Walters Rolle im Sozialismus war ambivalent: Nach dem Willen von Jerzy Urban, dem Propagandadirektor Wojciech Jaruzelskis, sollte er höchste Funktionen in den staatlichen Medien übernehmen, wozu es jedoch trotz Fürsprache Mieczysław Rakowskis nicht kam. Urban schätze Walter damals als „Parteimitglied, aber eher Medien-Fachmann denn Politiker“ ein.

## Unternehmer
Im Jahr 1983 gründete Walter gemeinsam mit Jan Wejchert das erste Unternehmen der späteren ITI-Gruppe. ITI erhielt zunächst eine Importkonzession und vertrieb VHS-Videos in Polen. Ab 1997 konzentrierten sich das Unternehmen und seine Gründer auf den Aufbau der Senderkette TVN, die Walter bis zum Jahr 2001 leitete. In den Jahren von 2004 bis 2011 wurde Walter siebenmal in der von der Zeitschrift Wprost herausgegebenen jährlichen Aufstellung der 100 reichsten Polen aufgeführt. Hier wurde er auf den Plätzen 16 bis 44 mit Vermögensschätzungen zwischen 450 und 1.200 Millionen Złoty gelistet.

## Auszeichnungen
Walter wurde mehrfach sowohl als Filmschaffender wie als Unternehmer geehrt. So erhielt er für seinen Film Pierwszy. Szósty 1971 den Preis der Stadt Venedig in der Kategorie Dokumentation während des Prix Italia. Die Fachzeitschrift Impact wählte ihn 1999 zum Człowiek Roku w Mediach, im Jahr 2011 erhielt er den Media Trend-Preis Człowiek Roku. Am 11. November 2011 wurde er für seine herausragenden Leistungen in der Fernsehunterhaltung mit dem Orden Polonia Restituta ausgezeichnet.

## Familie
Walters Ehefrau ist die ehemalige Fernsehsprecherin Bożena Walter. Seine Tochter Sandra Nowak arbeitet als Journalistin bei TVN, sein Sohn Piotr Walter ist dort seit 2001 als Generaldirektor tätig. Bei seinem Begräbnis waren zahlreiche Medienpersönlichkeiten anwesend, darunter Monika Olejnik und Szymon Hołownia.